# 季鲂侯
季鲂侯（？—？），姬姓，中国春秋时期鲁国三桓季平子之子，季桓子的兄弟。 
前490年，齐悼公在齐景公死后来鲁国。季康子把他的妹妹嫁给他。前489年，悼公回国即位，季鲂侯和她私通。齐悼公要接她，她向季康子讲出自己和叔叔季鲂侯私通。季康子不敢送妹妹到齐国去。齐悼公大怒。前487年夏五月，派鲍牧带兵进攻鲁国。